# Burg-Reuland
Burg-Reuland es una comuna de la región de Valonia, en la provincia de Lieja, Bélgica. A 1 de enero de 2019 tenía una población estimada de 3935 habitantes.

## Geografía
Se encuentra ubicada al sureste del país, cerca del macizo de las Ardenas y las fronteras con Alemania y Luxemburgo y esta bañada por el río Our.

### Secciones del municipio
El municipio comprende los antiguos municipios, que se fusionaron en 1977:
| - Reuland - Thommen |

### Pueblos y aldeas del municipio
Aldringen, Alster, Auel, Bracht, Braunlauf, Diepert, Dürler, Espeler, Grüfflingen, Koller, Lascheid, Lengeler, Maldingen, Malscheid, Maspelt, Oberhausen, Oudler, Ouren, Richtenberg, Steffeshausen, Stoubach, Weidig, Weisten y Weweler.

## Demografía

### Evolución
Todos los datos históricos relativos al actual municipio, el siguiente gráfico refleja su evolución demográfica, incluyendo municipios después de efectuada la fusión el 1 de enero de 1977.